# До (Гар)
До (фр. Deaux) насеље је и општина у јужној Француској у региону Лангдок-Русијон, у департману Гар која припада префектури Алес.
По подацима из 2011. године у општини је живело 628 становника, а густина насељености је износила 105,55 становника/km². Општина се простире на површини од 5,95 km². Налази се на средњој надморској висини од 110 метара (максималној 198 m, а минималној 103 m).

## Демографија
| 1962. | 1968. | 1975. | 1982. | 1990. | 1999. | 2011. |
| ----- | ----- | ----- | ----- | ----- | ----- | ----- |
| 69    | 97    | 174   | 288   | 390   | 476   | 628   |

График промене броја становника у току последњих година